# Alessio Orano
Alessio Orano, né le 2 août 1945 à Vérone (Vénétie), est un acteur italien.

## Biographie
Il naît à Vérone le 2 août 1945. Il fait ses débuts dans le film de Damiano Damiani Seule contre la mafia, dans lequel il interprète le mafieux Vito Juvara. Sur le tournage de ce film, il rencontre sa future épouse, l'actrice Ornella Muti. Leur mariage dure sept ans, de 1975 à 1981.
En 1970, il joue à université d'Oxford en duo avec Jane Birkin dans le film d'Ugo Liberatore Alba pagana.
Il retrouve Ornella Muti sur le tournage du drame romantique Le Soleil dans la peau de Giorgio Stegani.
Il a joué dans plusieurs films d'horreur ou giallo, notamment avec Mario Bava. Il a joué le rôle de Caderous dans Le Comte de Monte-Cristo, une adaptation télévisée américaine du roman d'Alexander Dumas.
Au cours des années suivantes, il a travaillé à la télévision. Il a joué le rôle d'Aldo Benvenutti dans la série télévisée Les Destins du cœur (1998).
Il vit à Rome.

## Filmographie

### Cinéma
- 1970 : Seule contre la mafia (La moglie più bella) de Damiano Damiani
- 1970 : Alba pagana d'Ugo Liberatore
- 1971 : Le Soleil dans la peau (Il sole nella pelle) de Giorgio Stegani
- 1972 : Experiencia prematrimonial de Pedro Masó
- 1972 : Lisa et le Diable (Lisa e il diavolo) de Mario Bava
- 1974 : Un hombre como los demás de Pedro Masó
- 1975 : L'assassino è costretto ad uccidere ancora de Luigi Cozzi
- 1992 : Complicazioni nella notte de Sandro Cecca

### Télévision
- 1973 : All'ultimo minuto (it), épisode Scala reale de Ruggero Deodato – série télé
- 1974 : Orlando furioso (it) de Luca Ronconi – minisérie télé
- 1975 : Le Comte de Monte-Cristo (The Count of Monte-Cristo) de David Greene – téléfilm
- 1977 : Una devastante voglia di vincere – série télé
- 1989 : Testimone oculare de Lamberto Bava – téléfilm
- 1992 : Euroflics (Eurocops) de Gianni Lepre (it) – série télé, épisode La sfida
- 1998 : Les Destins du cœur (Incantesimo) – série télé